# Lithoxus bovallii
Lithoxus bovallii är en fiskart som först beskrevs av Regan, 1906.  Lithoxus bovallii ingår i släktet Lithoxus och familjen Loricariidae. IUCN kategoriserar arten globalt som livskraftig. Inga underarter finns listade i Catalogue of Life.